# Aclot

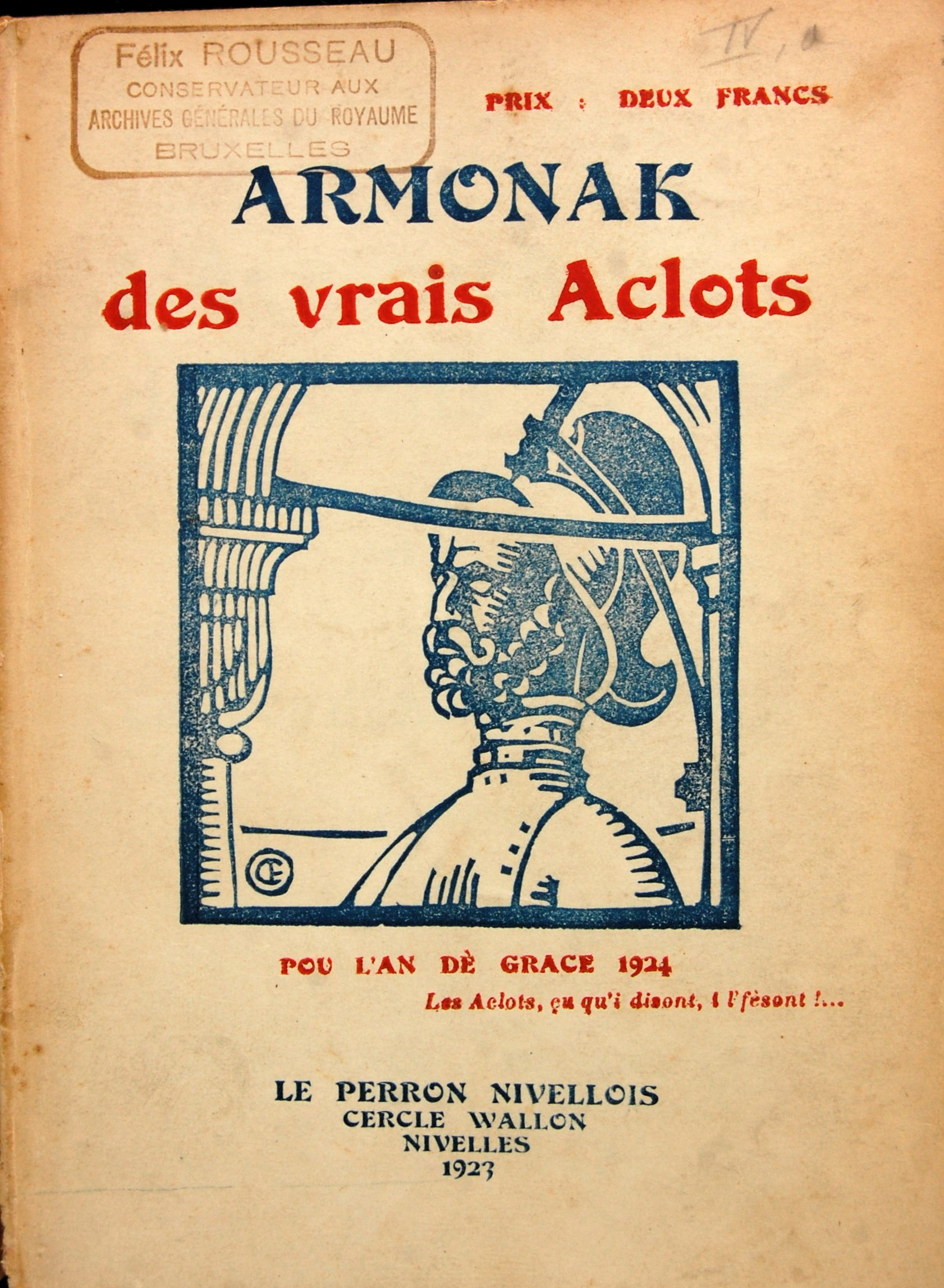
Årmonak des vraiys Aclots po 1924 en aclot

Aclot désigne un habitant de Nivelles ou le dialecte parlé à Nivelles.

## Étymologie
Le mot aclot serait l'agglutination du wallon à claus (« aux clous ») qui trouverait son origine dans l'histoire suivante :

« Les portes de la ville étaient jadis si mal entretenues, que les gonds et les verrous ne tenaient plus. Une troupe ennemie s’étant montrée dans le voisinage, on voulut, mais en vain, les fermer, et voilà nos bourgeois qui parcourent la ville en criant à tue-tête : A claus, à claus ! (aux clous, aux clous !) »

Cette fable étymologique est concurrencée par une explication plus savante. Ce mot proviendrait du prénom Hakelot — que l'on retrouve dans des textes du XVe siècle —, diminutif formé sur le radical Hak- tiré de Jean (« petit Jean ») probablement en référence à Jean de Nivelles,,.

## Gentilé
Traditionnellement, un « Aclot » est un habitant de Nivelles né intra-muros de parents nivellois.
Aujourd'hui, par extension, ce terme désigne tout habitant de Nivelles et est donc devenu synonyme du terme officiel Nivellois. Mais il reste plus spécifiquement employé par certains pour parler d'un Nivellois connu de beaucoup par sa participation active à la vie (associative, folklorique, culturelle, etc.) de Nivelles.
L'hôpital de Nivelles étant situé hors des anciens remparts de la cité aclote et les naissances à domicile étant à notre époque devenues des exceptions, il ne reste pratiquement plus de véritables Aclots nés intra-muros.

## Langue
L'aclot est le wallon parlé à Nivelles. Il fait partie de la zone dialectale wallo-picard.
Il existe deux cercles dialectaux qui montent régulièrement des pièces de théâtre en aclot : Le Cercle Royal des XIII et La Royal Nouvelle Gavotte. En 2009, une association de jeunes aclots, Les Ripayeûs del Toûr, adaptèrent et jouèrent en aclot Le Père Noël est une ordure, pièce célèbre du Théâtre du Splendid.